# Alectrião
Alectrion é um jovem sentinela às ordens de Ares que, por incumprimento dos seus deveres, foi transformado em galo.
Segundo conta o mito, Hefesto, deus das soldas, devido aos seus afazeres, sempre muito ocupado com suas forjas e as suas indústrias metalúrgicas, deixava Afrodite muito só.
O deus Ares, deus da batalhas, logo se aproveitou do descaso do famoso deus-ourives, partilhando constantemente o tálamo da deusa. Para evitar problemas, Ares deixava sempre como sentinela um jovem chamado Alectrion, que deveria avisá-lo para que se desfizesse o conluio amoroso antes do nascimento do sol, isto é, antes que o deus Hélio surgisse, pois poderia expor os amantes a uma situação vexaminosa.
Certa manhã, porém, Alectrion, mergulhado no sono, vitimado pelo deus Hipnos, deixou de avisar os amantes. O deus Hélio avisou Hefesto que, vindo às pressas, envolveu os dois com uma rede, da qual ninguém os poderia libertar, tudo diante dos demais deuses convocados por Hefesto. Depois de alguma discussão entre os envolvidos, e por instância de Posidão e de Hermes, Hefesto libertou Afrodite e Ares. Quanto a Alectrion, foi transformado em galo (alektryon, em grego), com a obrigação de cantar sempre, a cada manhã, antes do nascimento do sol.